# Тер-Гейде
Тер-Гейде (нід. Ter Heijde) — село в нідерландській провінції Південна Голландія. Входить до муніципалітету Вестланд.
Його площа становить 0,46 км², а населення станом на 2008 рік складало 610 осіб.

## Галерея

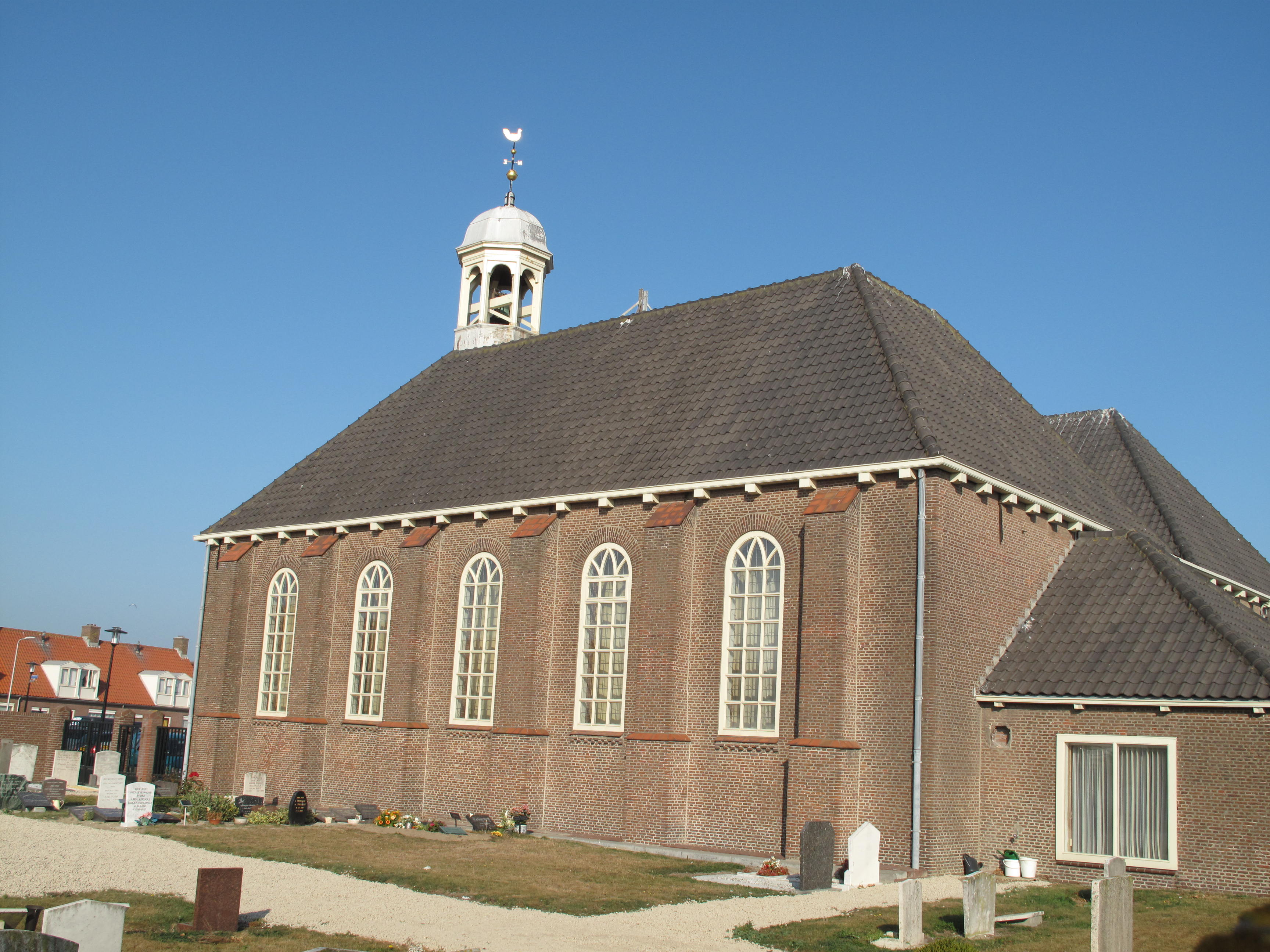
Церква у селі
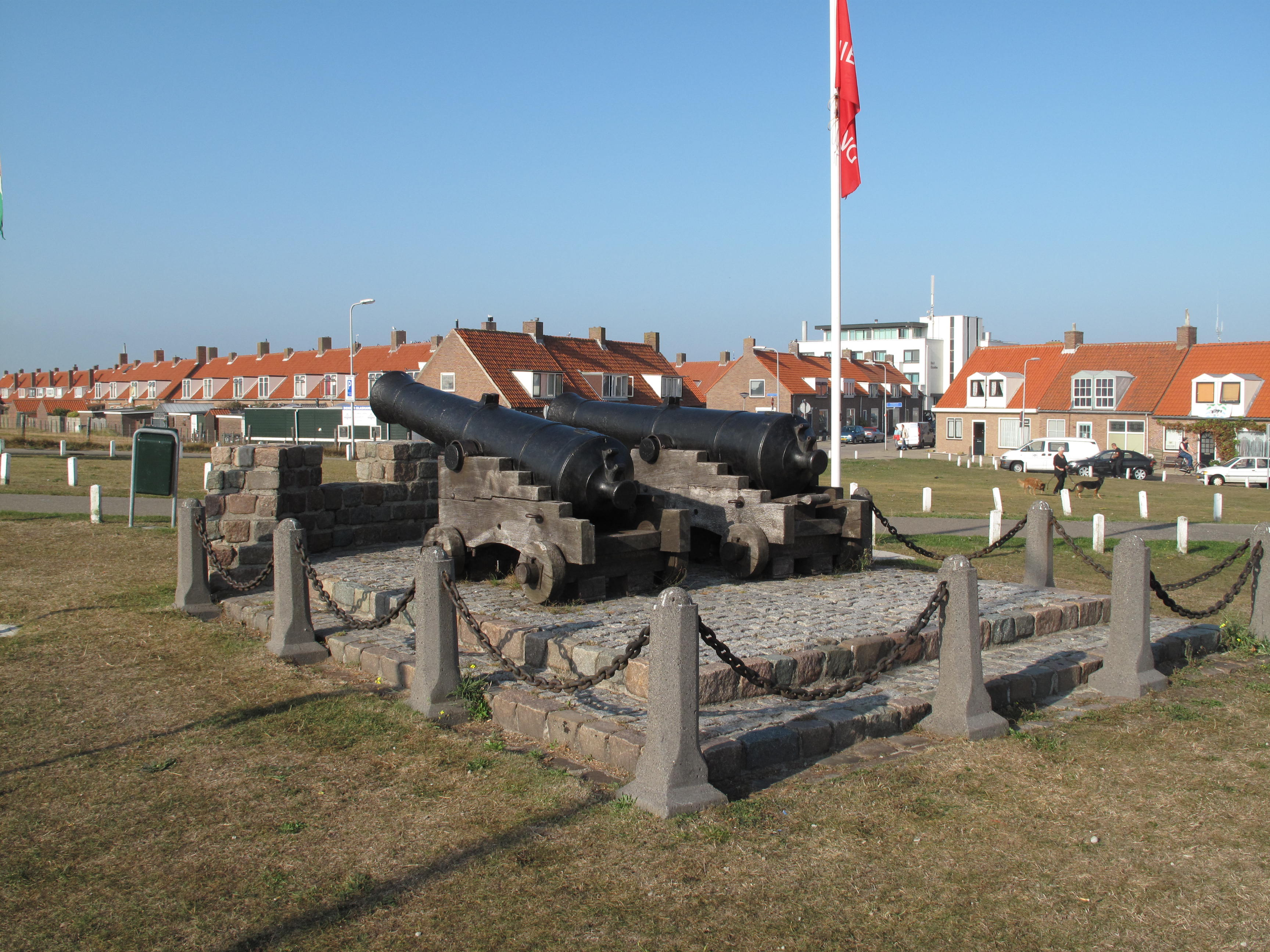
Воєнний монумент присвячений1-й англо-голландській війні